# Saho Tōno
Pour les articles homonymes, voir Tono (homonymie).
Saho Tōno (冬野 さほ, Tōno Saho) est une auteure de bande dessinée japonaise née le 11 janvier 1970  dans la préfecture de Hiroshima, au Japon.

## Biographie
Elle travaille parfois avec son mari Taiyō Matsumoto qui la décrit comme une personne discrète.

## Œuvre
- Pure Christmas
- Poketto no naka no kimi (ポケットの中の君?)
- Twinkle[4],[5]
- Mayonaka

## Sources
- (en) Cet article est partiellement ou en totalité issu de l’article de Wikipédia en anglais intitulé « Tono (artist) » (voir la liste des auteurs).